# Rio Łeba
O rio Łeba (em alemão:  Leba) é um rio da Pomerânia Central, na Polónia. Nasce perto de Kartuzy e desagua no mar Báltico. Tem um comprimento total de 117 km e uma bacia hidrográfica de 1801 km². Passa através do lago Łebsko.
A cidade de Lębork é banhada pelo rio Łeba.

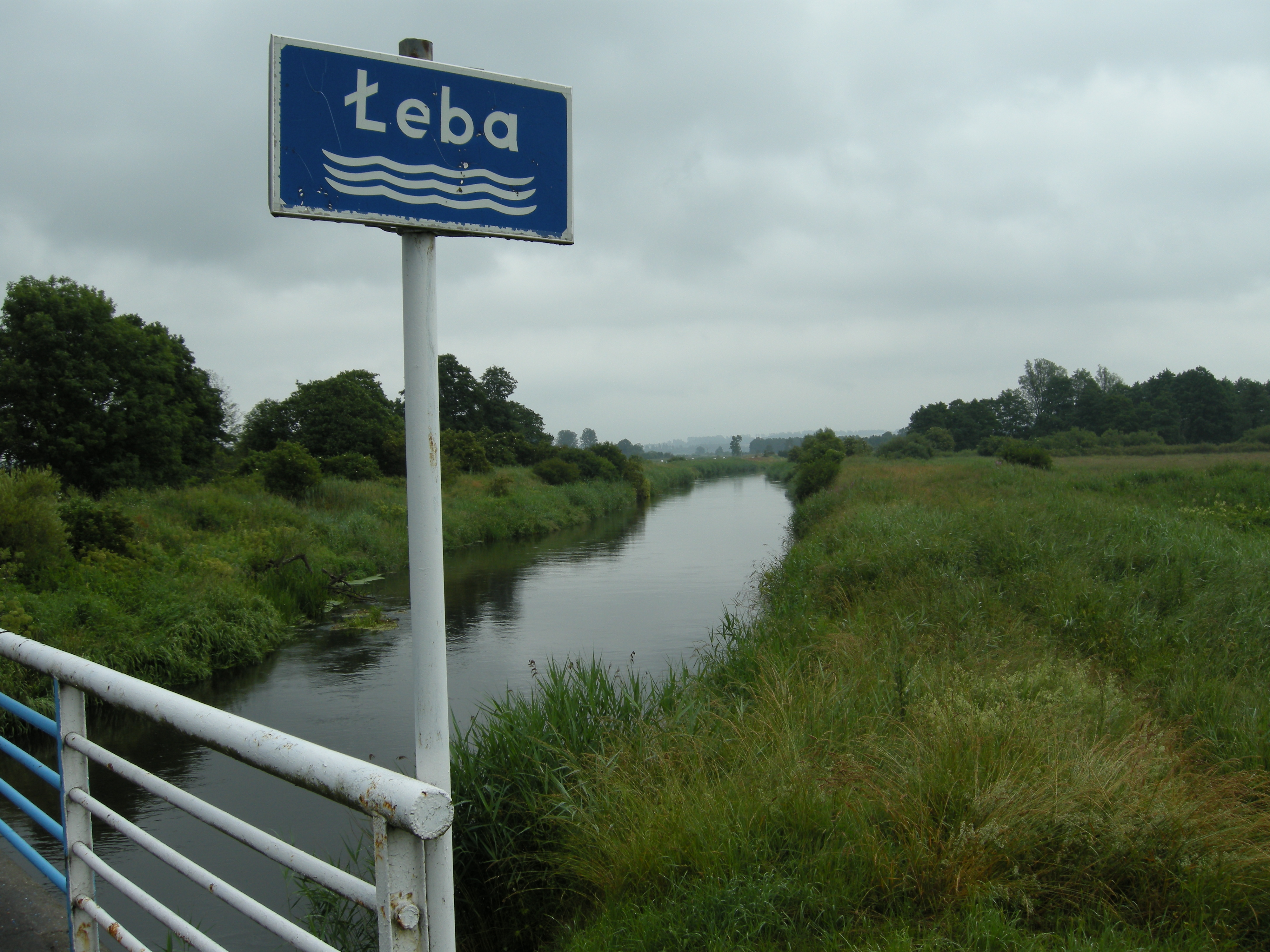
Rio Łeba